# Dušan Trančík
Dušan Trančík  (* 26. listopadu 1946, Bratislava) je slovenský režisér hraných a dokumentárních filmů. Většina jeho tvorby vznikala koncem sedmdesátých a především v osmdesátých letech 20. století. V současnosti působí jako pedagog v ateliéru filmové a televizní režie na Filmové a televizní fakultě VŠMU v Bratislavě.

## Začátky tvorby
Dušan Trančík začínal po maturitě jako filmový amatér v různých pomocných profesích jako osvětlovač nebo asistent produkce. V roce 1964 se přihlásil ke studiu na pražskou FAMU, kde absolvoval katedru střihové skladby. Studium ukončil v roce 1970 absolventským filmem
Fotografovanie obyvateľov domu (Fotografování obyvatel domu) a středometrážním filmem Šibenica.
Už během studií na FAMU se dostal k práci ve Štúdiu krátkych filmov (Studio krátkých filmů), kde natočil několik dokumentů (např. Tryzna, Amulet, Vydýchnuť a další). Od roku 1976 až do zániku Koliby byl jedním z nejvýznamnějších režisérů ve Štúdiu hranej tvorby (Studio hrané tvorby). V roce 1976 debutoval celovečerním hraným filmem Koncert pre pozostalých (Koncert pro pozůstalé). Film zobrazuje konfrontaci životních postojů rodičů a dětí. Scénář k filmu napsal Tibor Vichta. O dva roky později znovu se scenáristou Tiborem Vichtou natočil jeden z jeho nejznámějších filmů – Víťaz (Vítěz). V boxerském ringu se proti sobě ocitají po letech dva dávní přátelé i sportovní soupeři – Vinco Moravec, ekonomický náměstek s uspořádaným rodinným životem, a na druhé straně Vlado Valhar, opravář pneumatik bez rodinného zázemí. Oproti sobě se tak ocitají dva zcela odlišné životní principy.

## 80. léta
Osmdesátá léta 20. století patří k nejplodnějším obdobím Dušana Trančíka. V tomto období osmdesátých let natočil sedm celovečerních filmů: Fénix (1981), Pavilón šeliem (1982), Štvrtý rozmer (1983), Iná láska (1985), Víkend za milión (1987), Sedem jednou ranou (1988), Mikola a Mikolko (1988).

### Fénix
Fénix je příběh ze života profesionální sportovkyně, připravující se na olympijské hry, které jsou vrcholem její kariéry. Kvůli kariéře je ochotna obětovat i dítě, které čeká – podstoupí interrupci. Dušan Trančík v tomto filmu kombinuje prvky dokumentu s poetickou stylizací.

### Pavilón šelem
Proti tvrdému a syrovému ošetřovateli šelem v zoo, který despoticky ovládá nejen zvířata ale i lidi, stojí jeho pomocník, zásadní odpůrce bezpráví a autoritativního chování. Na námětu a scénáři se podílel Ondřej Šulaj.

### Štvrtý rozmer
Štvrtý rozmer je příběh o mladém učiteli, amatérském astronomovi, žijícím v maloměšťácké společnosti ovládané konzumem. Scénář a námět napsal Jozef Puškáš.

### Iná láska
Příběh medika Hradila, kterého kvůli nelegálnímu potratu vyhodí ze školy. Medik se vrací do vesnice za ženou, jejíž potrat vykonal. Vesnice představuje mikrovzorek celé společnosti – panoptikum bezútěšnosti, kde se nacházejí jen zkrachovalí muži a ženy. Závěrečná katarze však chybí, kvůli změně konce filmu.

## Situace po roce 1989
Po rozpadu Československa a zániku studia Koliba přestal být Dušan Trančík činný v oblasti hrané filmové tvorby. Po 1989 natočil ještě několik dokumentů pro Febio, ale věnoval se hlavně jiným činnostem, než je filmová tvorba. V letech 1994-1998 přednášel na filmové škole ve Zlíně. Od roku 1999 je profesorem na VŠMU v Bratislavě, obor „Hraná režie“. V tomto období zastával mnoho funkcí, byl například předsedou a místopředsedou Slovenského filmového svazu, Asociace slovenských filmových a televizních režisérů a Slovenské filmové a televizní akademie. Je členem Evropské filmové akademie. V roce 2002 působil jako generální ředitel médií a audiovize na Ministerstvu kultury Slovenské republiky.

## Charakteristika tvorby
Ve filmech Dušana Trančíka lze rozeznat jeho typický režijní rukopis. Využívá osobitou kamerovou stylizaci (širokoúhlý objektiv, zrno, kontrasty), za níž je citelný vliv dokumentární tvorby. Téměř každý syžet v jeho filmech je založen na principu osudu jednotlivce v zkorumpovaném prostředí. Filmy jsou přesto, že jejich základem bývá dobrý scénář, mnohdy fragmentované, což může působit rušivě. Trančík často využívá neherce a hovorový jazyk, aby film působil co nejreálněji. Známá je jeho spolupráce s významnými slovenskými scenáristy, jako jsou Tibor Vichta nebo Jozef Puškáš.

## Filmografie
Hrané filmy
- 2006 –	Zima kúzelníkov (TV film)
- 1990 –	Keď hviezdy boli červené
- 1988 –	Mikola a Mikolko
- 1988 – Sedem jednou ranou
- 1987 –	Víkend za milión
- 1985 –	Iná láska
- 1983 –	Štvrtý rozmer
- 1982 –	Pavilón šeliem
- 1981 –	Fénix
- 1980 –	Vesední den
- 1979 –	Seveso (TV film)
- 1978 –	Víťaz
- 1976 –	Cesta domov (TV film)
- 1976 – Koncert pre pozostalých
- 1975 –	Amulet
- 1974 –	Oblaky – modriny (TV film)
- 1973 –	Príbeh siedmich majstrov cechu
- 1972 –	Druhý výstup na Nanga Parbat
- 1972 – Vrcholky stromov
- 1971 –	Vydýchnut (TV film)
- 1970 –	Robotník X
- 1968 –	Fotografovanie obyvateľov domu

Dokumentární filmy
- 2013 – Hodina dejepisu (TV film)
- 2011 – Inventura Febia: Blok zleva a V srdci Čech (TV film)
- 2011 – Inventura Febia: Nejšťastnější den Anny Mečiarové a Slovenské tango (TV film)
- 2009 –	České milovanie (TV seriál)
- 2006 –	Optimista /Winter/
- 2002 –	21 pohledů na Prahu 21. století (TV seriál)
- 1997 –	Hádala se duše s tělem (TV seriál)
- 1996 –	Tisove tiene
- 1993 –	Kurzes Gedächtnis
- 1991 –	Dva portréty
- 1988 –	Štestí sběratelů
- 1969 –	Šibenica